# Quercus douglasii
Quercus douglasii, el roble azul, es un roble endémico de California, perteneciente a la sección robles blancos dentro del género Quercus. 

## Distribución y hábitat
Esta especie se desarrolla en suelos bien drenados y con buena luz solar y suele encontrarse en el piedemonte que rodea al Valle Central de California y en ciertas regiones de la costa californiana en los Estados Unidos. En ocasiones este árbol también es conocido como Mountain Oak (roble de montaña) y como Iron Oak (roble de hierro).

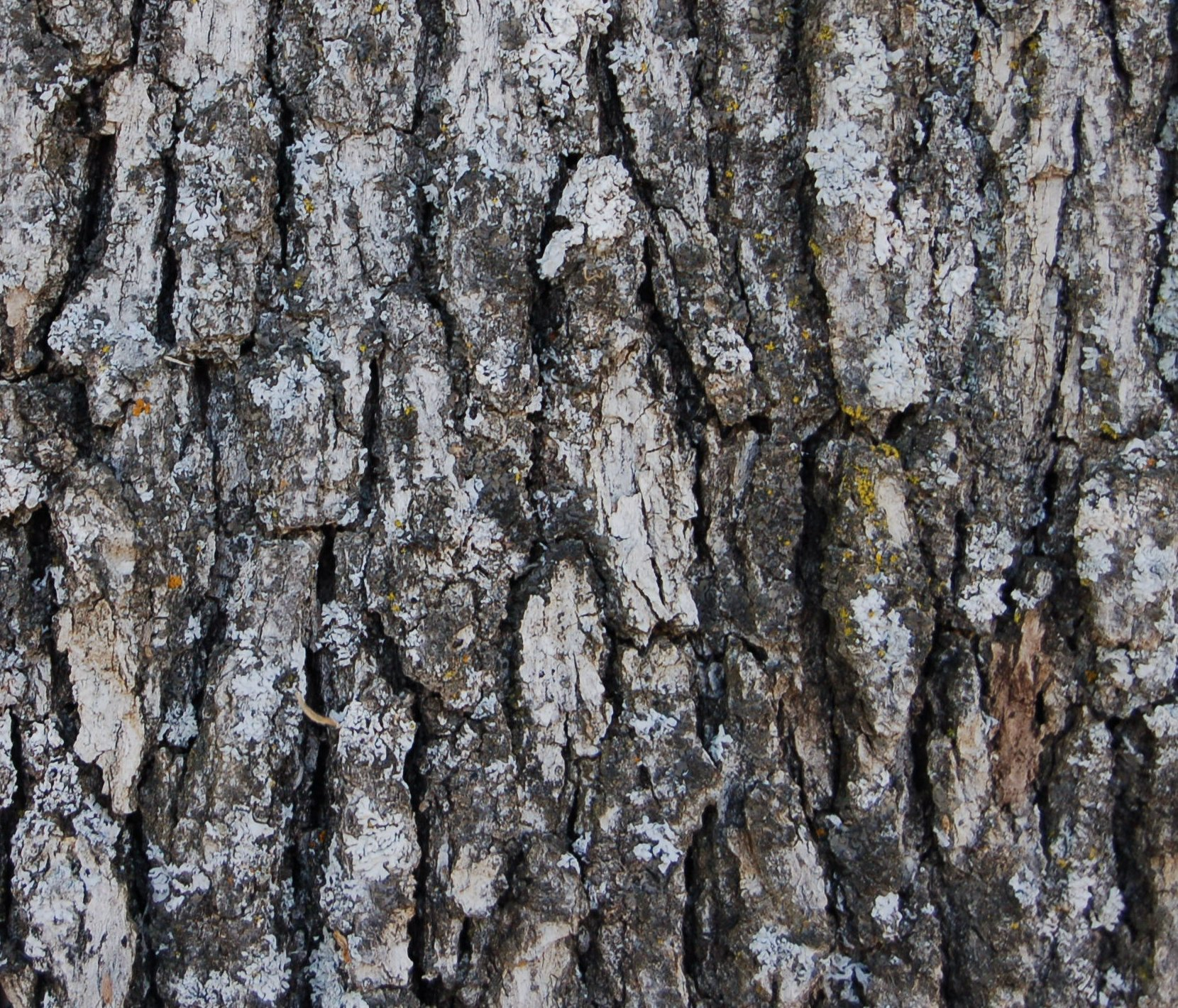
Corteza de un roble azul.

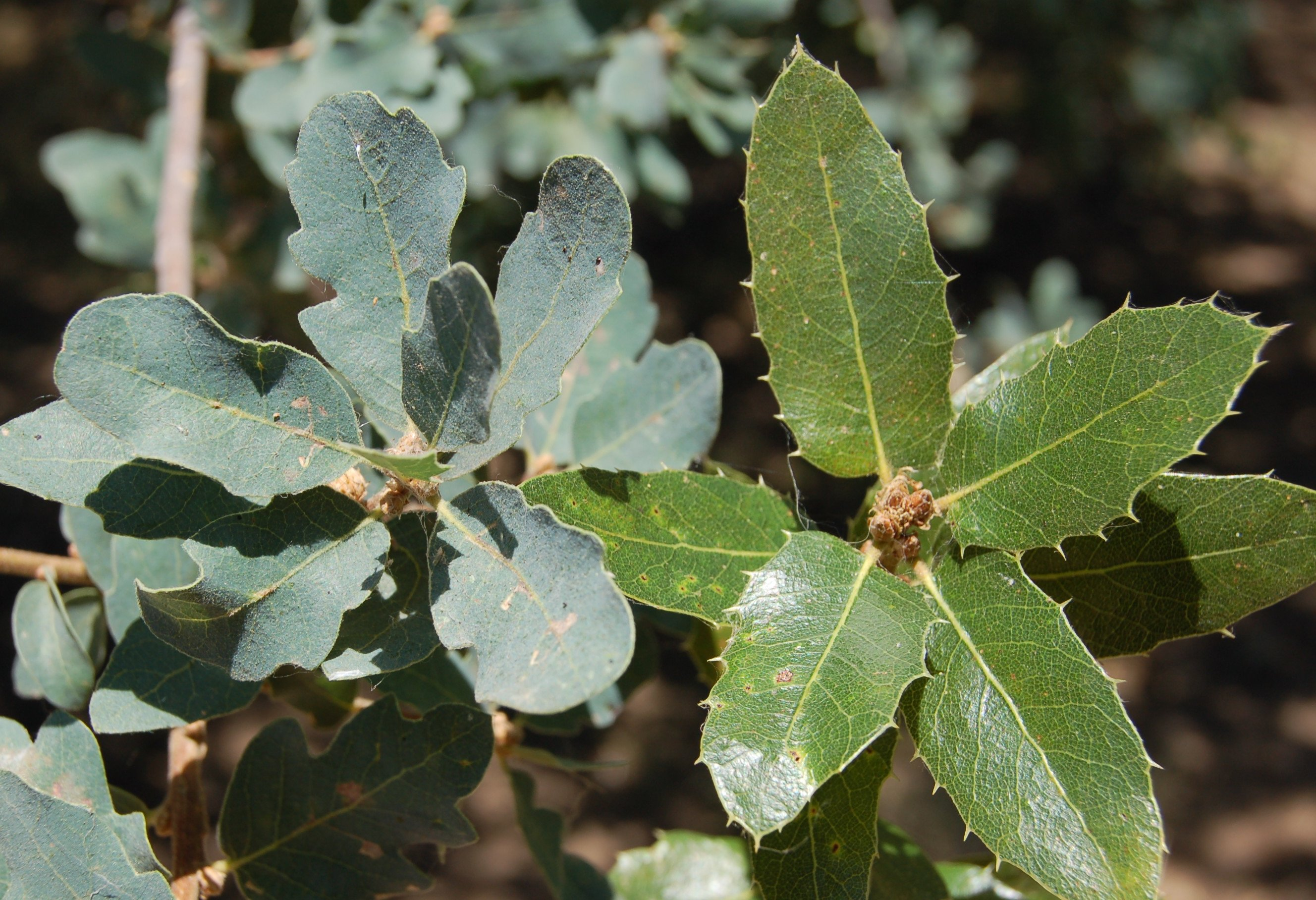
Comparación de las hojas del roble azul y el encino de barranca.

## Descripción
Es un árbol de tamaño medio que crece entre 15 y 25 m de altura y por lo general muestra algún tipo de irregularidad en la forma de la corona, y el tronco mide entre 0,5 y 1m de diámetro. El más grande hasta ahora registrado se encontró en el sur del Condado de Alameda de unos 31 m de altura. La corteza es de color gris claro con varias grietas de tamaño medianas de color oscuras, que a la distancia dan un aspecto como si el tronco fuese de color blanco. El nombre de roble azul deriva de la tinta verde azul oscura que se extrae de sus hojas, las cuales son caducifolias de entre 4 y 10 cm de largo y de forma levemente lobulada. Su coloración azulada puede parecer sutil; pero se pone en evidencia si se lo compara con otros robles perennes pertenecientes al mismo grupo Quercus, los cuales poseen hojas de color mucho más verdes. Sus bellotas miden unos 2 o 3 cm de largo, con su nuez de sabor levemente dulce que maduran en un lapso de 6 o 7 meses una vez que son polinizadas.
La mayoría de los robles azules llegan a vivir unos 300 años; pero hay registros de algunos ejemplares que tienen más de 500 años de edad. Investigaciones recientes han detectado varios asentamientos no registrados de Bosques de robles de California, y sugieren que el estado puede albergar más de 2.000 km² de bosque antiguos formados por estos robles.
El roble azul suele hibridarse naturalmente con otras especies relacionadas como el Quercus turbinella, el roble del valle y el roble blanco de Oregon con frecuencia esto ocurre cuando las especies crecen juntas en una misma área. Otras plantas que realizan especiación simpátrica con el roble azul son el encino de barranca y la madroña pacífica.
Esta especie es susceptible a la enfermedad conocida como muerte repentina del roble, aunque menos que el roble tanoak o los robles denominados «rojos», como el encino de costa.

## Taxonomía
Quercus douglasii fue descrita por Hook. y Arn.  y publicado en The Botany of Captain Beechey's Voyage 391. 1841[1840].
Etimología
Quercus: nombre genérico del latín que designaba igualmente al roble y a la encina.
douglasii: epíteto otorgado en honor del botánico David Douglas.
Sinonimia
- Quercus gambelii Liebm., Overs. Kongel. Danske Vidensk. Selsk. Forh. Medlemmers Arbeider 1854: 169 (1854).
- Quercus ransomii Kellogg, Proc. Calif. Acad. Sci., ed. 2, 1: 23 (1873).
- Quercus oblongifolia var. brevilobata Torr. in C.Wilkes, U.S. Expl. Exped. 17: 460 (1874).[7]